# Paulhan
Paulhan – miejscowość i gmina we Francji, w regionie Oksytania, w departamencie Hérault.
Według danych na rok 1990 gminę zamieszkiwało 2580 osób, a gęstość zaludnienia wynosiła 229 osób/km² (wśród 1545 gmin Langwedocji-Roussillon Paulhan plasuje się na 148. miejscu pod względem liczby ludności, natomiast pod względem powierzchni na miejscu 687.).

## Bibliografia

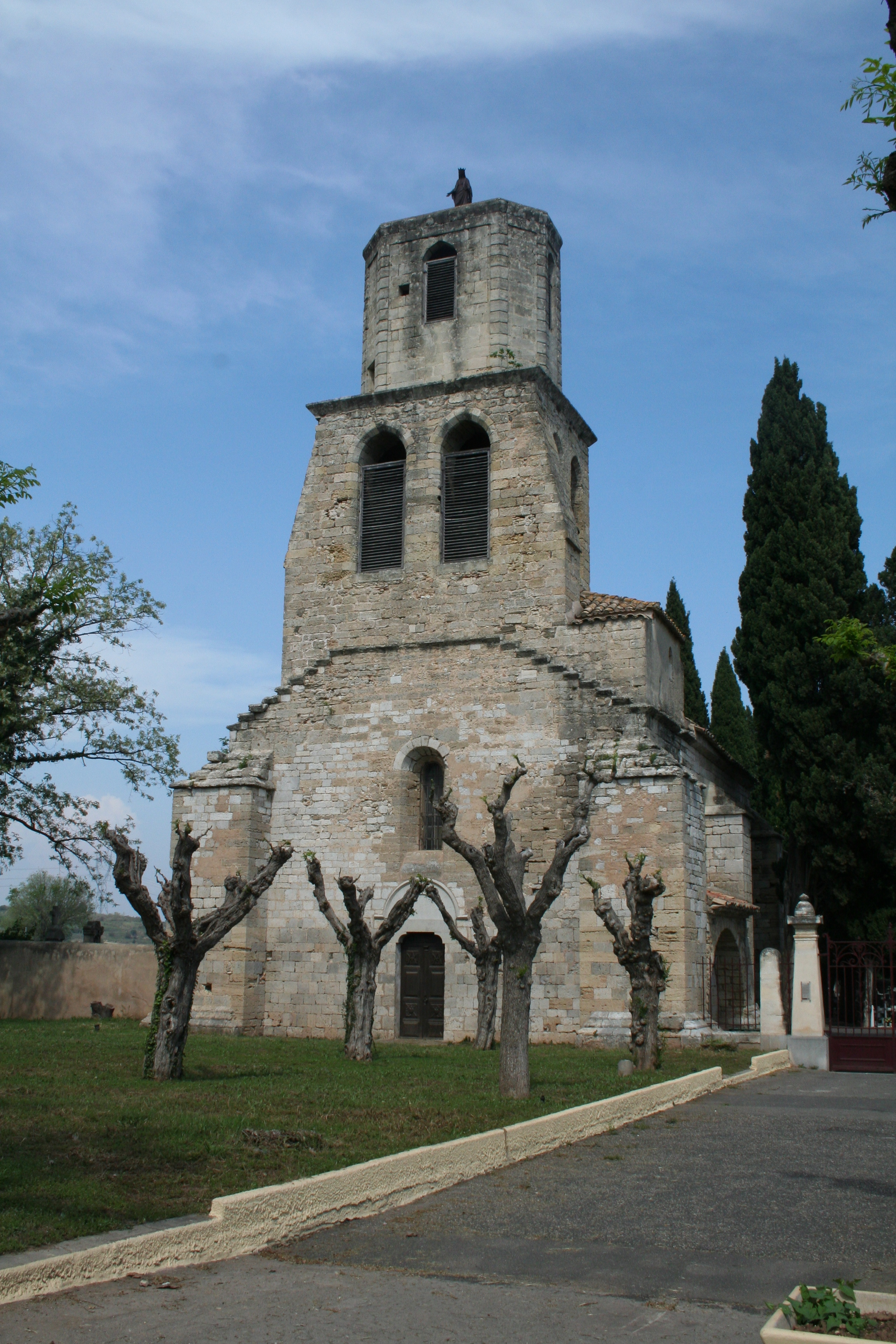
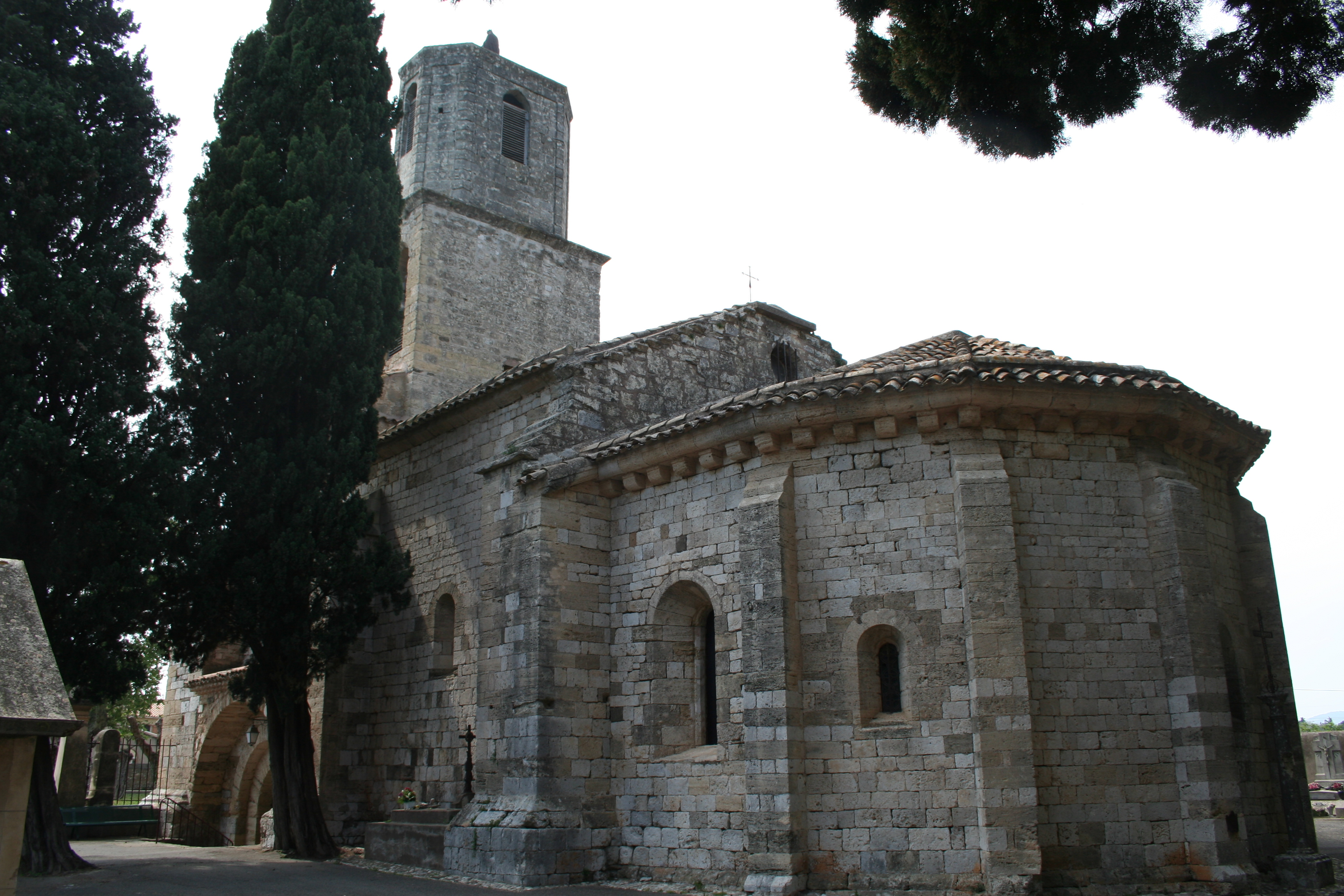
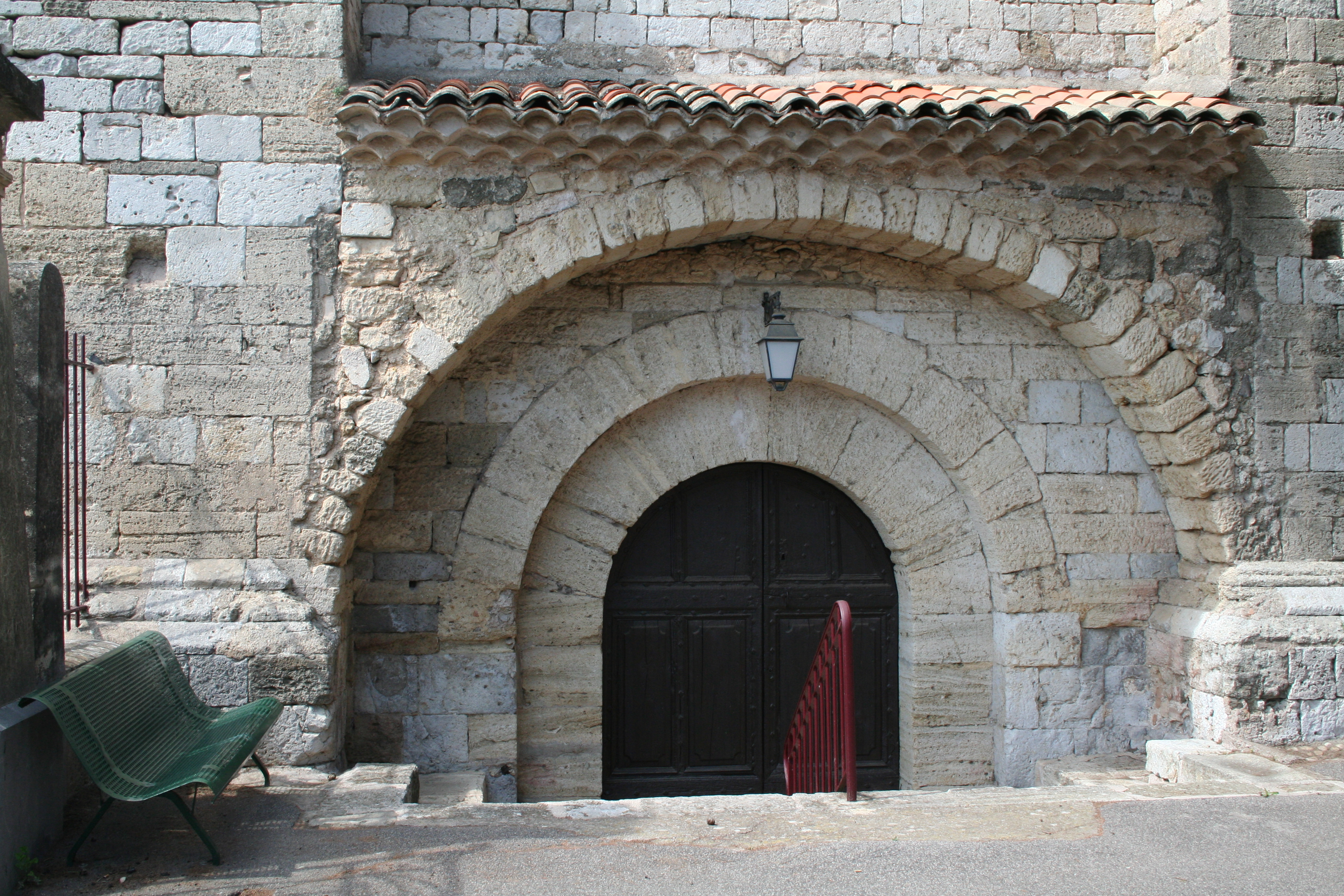